# Silviu Bindea
Silviu Bindea (Balázsfalva, 1912. október 24. – Balázsfalva, 1992. március 9.), román válogatott labdarúgó.
A román válogatott tagjaként részt vett az 1934-es és az 1938-as világbajnokságon.